# Agnieszka Krukówna

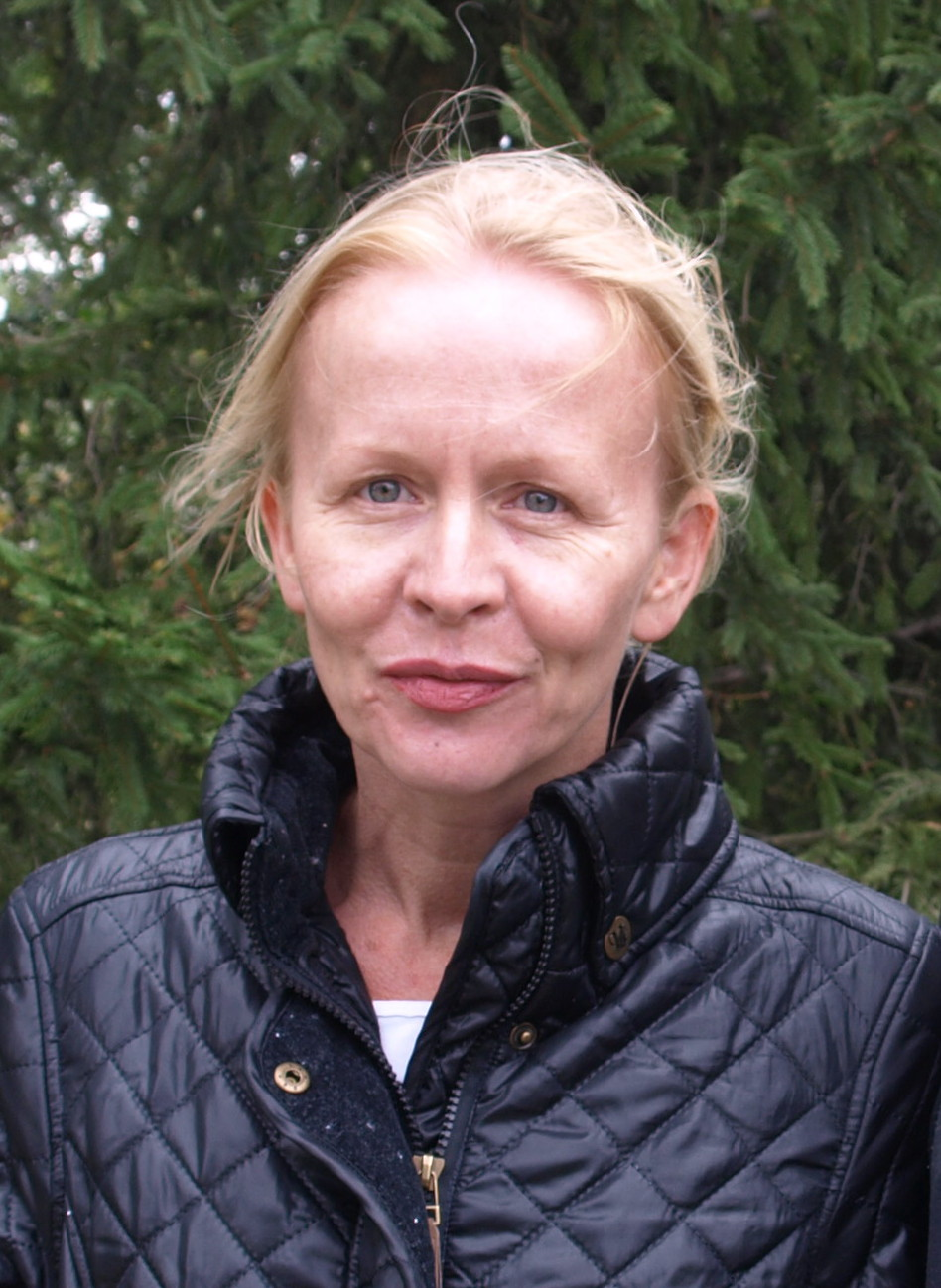
Agnieszka Krukówna im Jahr 2013

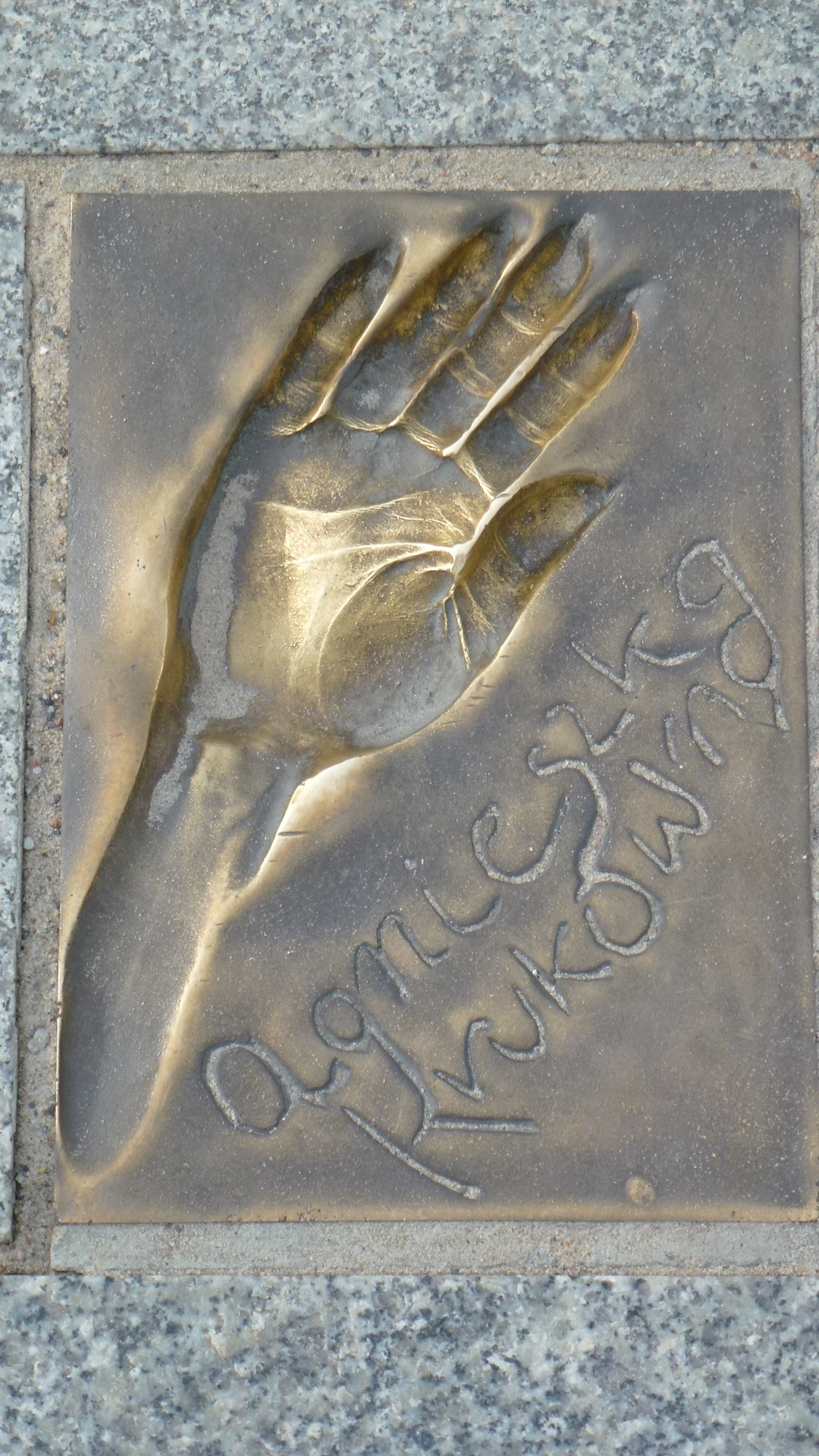
Handabdruck der Schauspielerin in Międzyzdroje

Agnieszka Krukówna (eigentlich Kruk; * 20. März 1971 in Chorzów, Polen) ist eine polnische Schauspielerin.

## Leben
Agnieszka Krukówna wurde im Süden Polens, in der Stadt Chorzów, geboren. 1985 gab sie im jungen Alter von 13 Jahren ihr Fernsehdebüt in dem Film Panny und war im gleichen Jahr in der Fernsehserie Die Kinder vom Mühlental zu sehen. Sie wurde als  eine der talentiertesten Schauspielerinnen ihrer Generation betrachtet und man bezeichnete sie als „goldenes Kind des polnischen Films“. Noch vor ihrem Studium war sie in diversen Fernsehproduktionen zu sehen, unter anderem in der Serie Janna. Sie studierte an der Aleksander-Zelwerowicz-Theaterakademie Warschau Schauspiel und schloss ihr Studium 1995 ab. Hierfür spielte sie mit einer Rolle vor, für die sie den Hauptpreis der Diplomvorstellung erhielt, mit dem ein nachfolgender Ensemblevertrag mit dem Teatr Powszechny verbunden war. In dem Warschauer Theater spielte sie ab 1996 mit kurzer Unterbrechung bis 2015. Von 2017 bis 2018 spielte sie am Teatr Syrena.
Neben ihrer Theatertätigkeit übernahm Krukówna weiterhin Rollen im Filmgeschäft. Als Steven Spielberg in Krakau Schindlers Liste drehte, bekam sie bereits während ihres Studiums die Gelegenheit, eine Rolle in dem preisgekrönten Film zu spielen. Für ihre Leistung in dem Film Farba wurde sie 1999 bei der ersten Verleihung des Polnischen Filmpreises als Beste Hauptdarstellerin ausgezeichnet, ein Jahr später erhielt sie für die Komödie Fuks eine Nominierung in dieser Kategorie. Anfang der 2000er Jahre wurde es ruhiger um die Schauspielerin, die mit Drogenproblemen und Depressionen zu kämpfen hatte, was mit gescheiterten Beziehungen zusammenhing. Erst in den 2010er Jahren spielte sie wieder auf der Leinwand, so 2015 in dem Film Unser letzter Sommer.
Von 2003 bis 2005 war sie mit Radoslaw Fleischer verheiratet.

## Filmografie (Auswahl)
- 1985: Die Kinder vom Mühlental (Urwisy z Doliny Młynów, Fernsehserie, 24 Folgen)
- 1986: Klemens und Klementinchen – Die Gänse vom Mühlental (Klementynka i Klemens - gesi z Doliny Mlynów, Fernsehserie, 8 Folgen)
- 1989: Janna (Janka, Fernsehserie, 15 Folgen)
- 1991: Leben für Leben – Maximilian Kolbe (Życie za życie. Maksymilian Kolbe)
- 1993: Schindlers Liste
- 1997: Farba
- 1999: Fuks
- 2015: Unser letzter Sommer (Letnie przesilenie)
- 2019: Teatroteka: Widok z mojego balkonu (Fernsehfilm)

## Auszeichnungen
- 1999: Polnischer Filmpreis – Beste Hauptdarstellerin (in dem Film Farba)